# Агрономічний (зупинний пункт)
Агрономі́чний — пасажирська зупинна залізнична платформа Донецької дирекції Донецької залізниці. Розташована в селі Многопілля, Амвросіївський район, Донецької області на лінії Іловайськ — Квашине між станціями Іловайськ (8 км) та Кутейникове (7 км).
Відкрита в 1952 р. Через військову агресію Росії на сході України транспортне сполучення припинене.